# Paul Plinzner

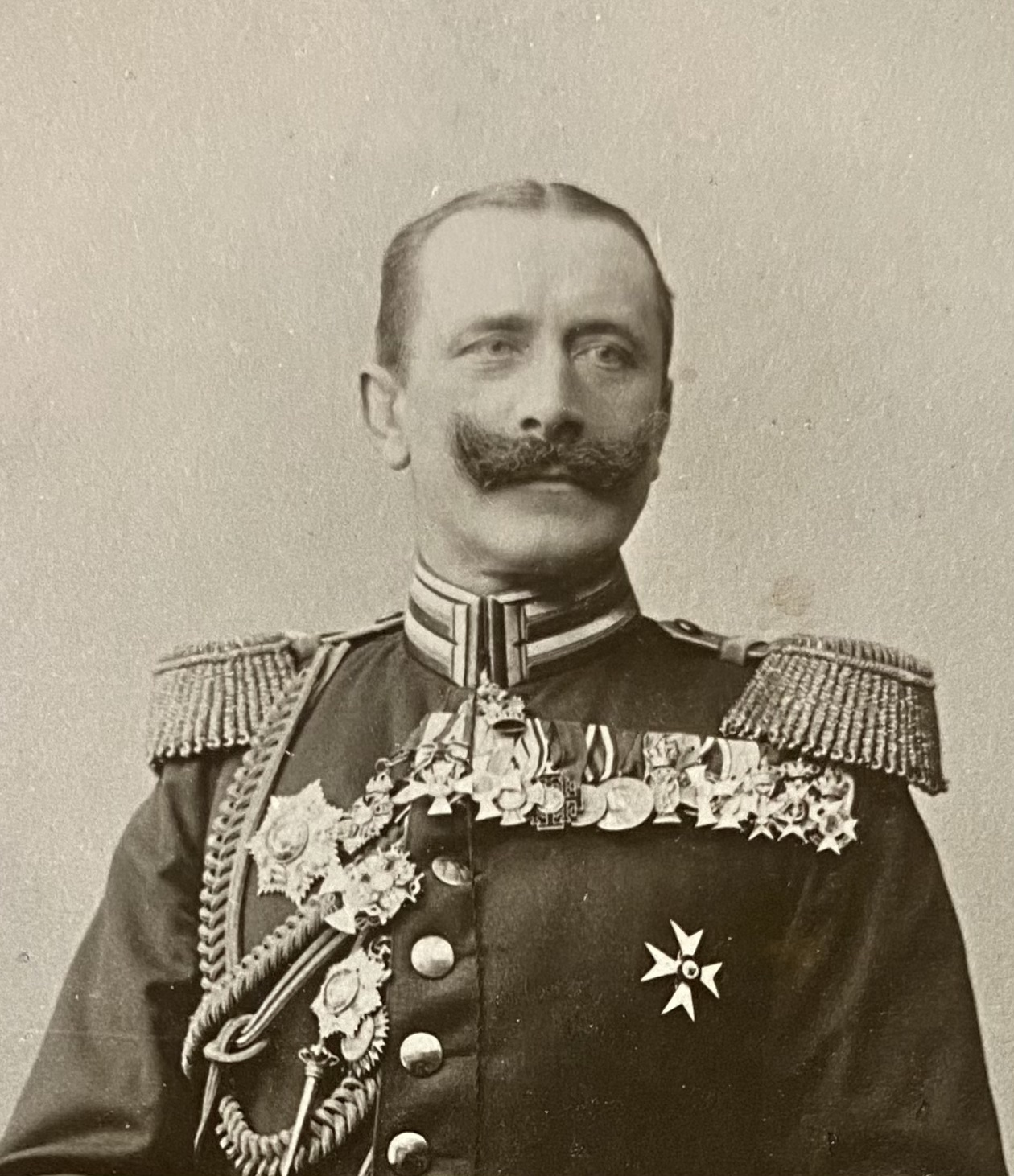
Paul Plinzner um 1890, fotografiert von Hoffotograf W. Höffert

Paul Ferdinand Plinzner (* 25. Januar 1852 in Eckersberg; † 29. September 1920) war Leibstallmeister von Kaiser Wilhelm II. und Major der der Landwehr-Kavallerie. Als Reiter war er für einige Zeit Schüler von Gustav Steinbrecht. Über seinen Tod hinaus berühmt wurde er durch das von ihm herausgegebene Buch Das Gymnasium des Pferdes, das als eines der Standardwerke der Reitliteratur gilt und in großen Teilen auf Notizen von Gustav Steinbrecht beruht.

## Leben

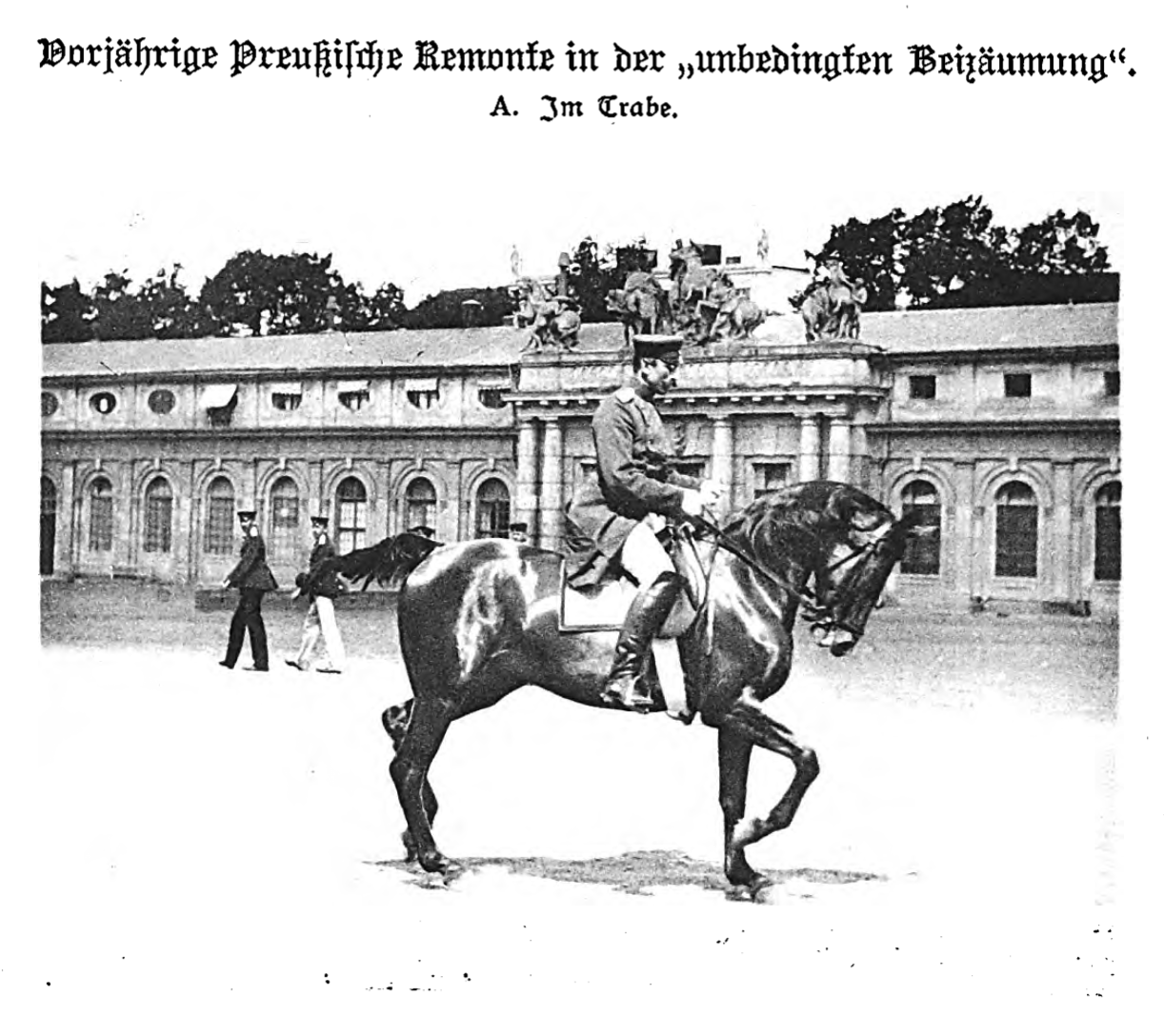
"Vorjährige preussische Remonte in der "unbedingten Beizäumung" im Trabe"

Plinzner wurde 1852 als Sohn von Rudolf Traugott Plinzner und Natalie Plinzner (geb. Krieger) geboren. Er kam 1874 im Alter von 22 Jahren an den königlichen Marstall, wo er bis 1905 tätig war. Er war Leibstallmeister von Kaiser Wilhelm II. und als solcher verantwortlich für die Ausbildung der Leibpferde des Kaisers. Dessen linke (zügelführende) Hand war gelähmt und deformiert. Dieser Schwäche musste die Ausbildung der Leibpferde Rechnung tragen, welche dem Einfluss der Zügelhand bedingungslos gehorsam sein mussten. Plinzners Methoden der Pferdeausbildung waren unter Offizieren der Kavallerie und auch am Marstall sehr umstritten, sie brachen mit der Tradition der Ausbildungsmethoden der Kavallerie und waren in den Augen der meisten Offiziere in der Praxis sehr problematisch. Dies führte letztlich auch zu seinem Ausscheiden aus dem Dienst.
Folgt man den Beschreibungen der Methoden durch Plinzner selbst, waren sie aus heutiger Sicht tierschutzrelevant. Aus Sicht damaliger berittener Berufsoffiziere und insbesondere aus Sicht von Hugo von Reischach, der 1905 Oberstallmeister am Kaiserhof wurde, unter der Bedingung, dass Plinzner den Marstall verließ, waren die Methoden grausam und untauglich, wie aus einem Schreiben Reischenbachs an Plinzner aus dem Jahr 1912 hervorgeht, sieben Jahre nach dem Ausscheiden Plinzners:
"Aus dem Inhalt dieses Schreibens werden Euer Hochwohlgeboren entnehmen, daß ich ihr Reitsystem auf der ganzen Linie verurteile, dass ich die Arbeit für eine falsche halte, welche die Pferde kaputt macht. [...] Ich will die Pferde vor der Senkrechten, nicht dahinter. [...] Wo sind die Pferde geblieben, die ich übernehmen musste, mit den zusammengezogenen Hälsen, deren Ohrenspitzen beinahe nach dem Erdboden zeigten, die nicht nach vorwärts trabten, sondern sozusagen in die Erde hinein, mit dem hohen Rücken und den steifen Hinterbeinen, mit ihren tellergroßen haarlosen, durch die Sporen zerfleischten Stellen? Sie sind beinahe alle ausrangiert!"

## Paul Wilhelm Rudolf Plinzner (Sohn)
Plinzners Sohn Paul Wilhelm Rudolf Plinzner (* 8. Juli 1877 in Berlin) war Major z.D. und ein Verfechter der reiterlichen Lehren und Methoden seines Vaters. Er verwandte Mühe darauf, deren Reputation zu verbessern. Nach dem Ausscheiden des Vaters aus dem königlichen Marstall fand dessen Stimme immer weniger Gehör und die Kritik an seinen Methoden wurde öffentlich lauter. Um dem zu begegnen, gründete Paul Plinzner (der jüngere) die Publikationsreihe der "Plinzner-Hefte", womit er den Anhängern der Plinznerschen Ideen eine Plattform für die Publikation ihrer Beiträge schaffen wollte und um, wie er es formulierte, die Kunst seines Vaters "in der Welt zu verbreiten". 
Das erste Heft entstand als Reaktion auf einen Artikel mit dem Titel "Relative Aufrichtung" von Generalmajor Max von Redwitz, der im Oktober 1918 in der Zeitschrift St. Georg erschienen war. Dort war man wohl nicht gewillt, die Replik abzudrucken. Um sie dennoch zu veröffentlichen, erschien 1919 die Publikation Wirbelausrichtung, Aufrichtung, Zurückrichtung, die einige wesentliche Inhalte der sehr umstrittenen Reitlehre Paul Ferdinand Plinzners zusammenfasst und insbesondere die Thematik "absolute Einstellung" und "Aufrichtung" aus Plinznerscher Sicht konzis klärt. Die Publikation ist interessant, weil sie die Lehren von Paul Ferdinand Plinzner im zeitlichen Kontext einordnet, deutlich klarer formuliert ist, als dessen eigene Schriften und einen Einblick in die Entwicklung der Plinznerschen Terminologie gibt.

## Schriften
- Künstliche Mittel zu nützlichen Zwecken. Ein Beitrag zur praktischen Pferde-Dressur. Stendal 1879. Nachdruck in: Ein Beitrag zur praktischen Pferde-Dressur. Olms, Hildesheim 2007, ISBN 978-3-487-08441-1.
- Gustav Steinbrecht: Das Gymnasium des Pferdes. Bearbeitet, vervollständigt und herausgegeben von Paul Plinzner. Potsdam 1886. Nachdruck: Olms, Hildesheim 1973, ISBN 3-487-08051-6.
- System der Pferdegymnastik. Potsdam 1888. Nachdruck in: System der Reiter-Ausbildung. System der Pferdegzmnastik. Olms, Hildesheim 1979, ISBN 3-487-08195-4.
- System der Reiterausbildung. Berlin 1891. Nachdruck in: System der Reiter-Ausbildung. System der Pferdegzmnastik. Olms, Hildesheim 1979, ISBN 3-487-08195-4.
- Wie ist die Beizäumung des Pferdes zu gewinnen und zu erhalten? Berlin 1893. Nachdruck in: Ein Beitrag zur praktischen Pferde-Dressur. Olms, Hildesheim 2007, ISBN 978-3-487-08441-1 (google.dk, abgerufen am 13. April 2025)
- Aus meinem Leben. Reiterliche Rückblicke und Ausblicke. Leipzig 1910. Nachdruck in: Ein Beitrag zur praktischen Pferde-Dressur. Olms, Hildesheim 2007, ISBN 978-3-487-08441-1.
- Paul Plinzner (Sohn): Wirbelausrichtung, Aufrichtung, Zurückrichtung. In: Plinzner-Hefte. Heft 1. Herausgegeben von Paul Plinzner (Sohn). Berlin 1919.

## Ehe und Nachkommen
Am 3. November 1875 heiratete Plinzner Margarethe Theodora Wilhelmine Adolphi. Mit ihr hatte er zwei Töchter und einen Sohn:
- Paul Wilhelm Rudolf Plinzner (1877–?), siehe oben
- Elisabeth Wilhelmine Hetelie Plinzner (1879–?)
- Sophie Marianne Frieda Zeller-Plinzner (1883–1970)

## Schüler
Plinzner, der 31 Jahre am königlichen Marstall tätig war, hatte in dieser Zeit auch viele Schüler. Zu ihnen zählte, nach dessen eigenem Bekunden, Hans von Heydebreck, welcher 1898–1900 an den königlichen Marstall kommandiert war. Nachdem Plinzner die ersten drei Auflagen von "Gymnasium des Pferdes" redigiert und herausgegeben hatte (1886, 1892 und 1900), gab Heydebreck die 4. überarbeitete, veränderte und kommentiere Auflage im Jahre 1935 heraus.